# 1997 GQ6
1997 GQ6 är en asteroid i huvudbältet som upptäcktes den 2 april 1997 av LINEAR i Socorro County, New Mexico.
Asteroiden har en diameter på ungefär 4 kilometer.